# Arkolia
Arkolia Énergies est une société française spécialisée dans les installations de production d'énergie renouvelable : méthaniseurs, centrales solaires photovoltaïques et éoliennes.

## Historique
L'entreprise est fondée en 2009 par Laurent Bonhomme et Jean-Sébastien Bessière. En 2016, elle inaugure la plus grande centrale photovoltaïque orientable de France (15,4 MWc) au Soler (Pyrénées-Orientales). La même année, elle réalise deux collectes sur le site de financement participatif Lendopolis.
En 2017, elle achète les activités de développement d'énergie renouvelable d'Idex énergies, soit quatre projets éoliens et trois projets de méthanisation. En 2018, elle réalise sa première levée de fonds, pour un montant de 15 millions d'euros.
Le 14 juin 2021, le décès du président et fondateur de l'entreprise Laurent Bonhomme entraîne une réorganisation de la direction de l'entreprise.

## Activités
Arkolia Énergies construit et exploite des centrales électriques à partir de différentes ressources renouvelables, notamment le solaire,,, mais aussi le biogaz et l'éolien. Fin 2017, elle exploite des centrales électriques pour un total de 108 MW, en métropole et dans l'Outre-mer français. Ses projets sont parfois développés en partenariat avec d'autres entreprises du secteur, comme EDF Renouvelables et VSB Énergies Nouvelles.
Son partenariat avec l'entreprise Motooma lui permet de disposer de cartes SIM réduisant les coûts de gestion des centrales solaires. L'entreprise compte un pôle Recherche et Développement qui dépose une dizaine de brevets par an pour un budget d'un million d'euros, portant entre autres sur le stockage d'énergie et les technologies de smart grid. Elle a notamment développé une technologie de méthanisation en voie épaisse et travaille sur l'intégration de la méthanation biologique dans la conversion d'électricité en gaz.
Basée à Mudaison (Hérault), l'entreprise compte cinq autres agences en France, à Gap, Nantes, Paris, Rodez et Toulouse.